# Atletica leggera ai XVII Giochi del Mediterraneo - Salto in alto maschile
Le gare di atletica leggera nella categoria salto in alto maschile si sono tenute il 27 giugno 2013 al Nevin Yanıt Atletizm Kompleksi di Mersin.

## Calendario
Fuso orario EET (UTC+3).
| Data      | Ora   | Turno  |
| --------- | ----- | ------ |
| 27 giugno | 18:00 | Finale |

## Risultati
I 12 atleti partecipanti sono qualificati direttamente alla finale.

### Finale
| Pos | Atleta                | Paese      | Salti | Salti | Salti | Salti | Salti | Salti | Salti | Salti | Salti | Salti | Salti | Salti | Salti | Risultato | Note |
| Pos | Atleta                | Paese      | 2,00  | 2,05  | 2,10  | 2,15  | 2,18  | 2,21  | 2,24  | 2,26  | 2,28  | 2,30  | 2,32  | 2,34  | 2,37  | Risultato | Note |
| --- | --------------------- | ---------- | ----- | ----- | ----- | ----- | ----- | ----- | ----- | ----- | ----- | ----- | ----- | ----- | ----- | --------- | ---- |
|     | Konstadinos Baniotis  | Grecia     | -     | -     | -     | O     | -     | O     | XO    | -     | O     | O     | O     | XO    | XXX   | 2,34      |      |
|     | Silvano Chesani       | Italia     | -     | -     | -     | O     | -     | XO    | XXO   | -     | XO    | -     | -     | XXX   |       | 2,28      |      |
|     | Fabrice Saint Jean    | Francia    | -     | -     | -     | O     | O     | O     | O     | -     | XXX   |       |       |       |       | 2,24      |      |
| 4   | Serhat Birinci        | Turchia    | -     | -     | -     | O     | -     | O     | XXX   |       |       |       |       |       |       | 2,21      |      |
| 5   | Antonios Mastoras     | Grecia     | -     | -     | O     | O     | O     | XO    | XXX   |       |       |       |       |       |       | 2,21      |      |
| 6   | Gianmarco Tamberi     | Italia     | -     | -     | -     | O     | -     | XXO   | XXX   |       |       |       |       |       |       | 2,21      |      |
| 7   | Rožle Prezelj         | Slovenia   | -     | O     | O     | O     | XO    | XXO   | XXX   |       |       |       |       |       |       | 2,21      |      |
| 8   | Majd Eddin Ghazal     | Siria      | -     | O     | O     | XO    | O     | XXX   |       |       |       |       |       |       |       | 2,18      |      |
| 9   | Simón Siverio Dorta   | Spagna     | -     | O     | O     | O     | XXX   |       |       |       |       |       |       |       |       | 2,15      |      |
| 10  | Şahabettin Karabulut  | Turchia    | -     | O     | O     | XXO   | XXX   |       |       |       |       |       |       |       | -     | 2,15      |      |
| 11  | Eugenio Rossi         | San Marino | O     | XO    | XO    | XXX   |       |       |       |       |       |       |       |       |       | 2,10      |      |
| 12  | Vasilios Konstantinou | Cipro      |       |       |       |       |       |       |       |       |       |       |       |       | -     | -         | DNS  |